# 王孟震
王孟震（1563年—1636年），字啟胤，號筠蒼，山東濟南府淄川縣三台莊人，明朝政治人物。

## 生平
萬曆二十二年（1594年）甲午科山東鄉試第十名舉人，二十三年（1595年）乙未科會試第一百二十名，廷試三甲第二百二十八名進士。都察院觀政，丁母憂歸。服闋，二十六年始謁選授行人司行人，二十八年（1600年）任貴州鄉試主考官，三十二年（1604年）丁父憂歸，三十五年（1607年）起補原職，奉命迎葉向高入朝，升浙江道監察御史，三十八年（1610年）奉敕巡按遼東，未行而例轉。四十一年（1613年）出為山西布政使司參議、分巡冀寧，四十三年（1615年）調山西按察司副使、分巡河東，四十五年（1617年）考察罷職，天啟三年（1623年）起復工部營繕司主事，四年（1624年）升工部都水司員外郎，升郎中，改光祿寺丞，五年（1625年）升尚寶司卿，八月升通政使司左通政。魏忠賢擅政，以黨附異類，竟削奪歸。七年（1627年）崇禎帝即位，復舊職。鐫一石章自號霞鄰主人，搆一別墅，約二三故舊效香山九老之社，刻觴政曰：“勿談席外事，勿牽席外人，勿以禮相繩，勿以言相上”，犯者罰以金谷酒數。尤善為小品歌曲，興至輒命家僮歌以侑酒，奮袖低昂，蹋足為節，不自知其拓落不偶也。

## 家族
曾祖王經，壽官；祖父王宗道，主簿；父王度，號方嶼，县丞、贈左通政。前母李氏，母蘇氏，贈恭人。妻賈氏。子王兆生、王蕃生、王福生、王寅生、王東生，俱邑庠生。晚年育幼男。